# ترقیان

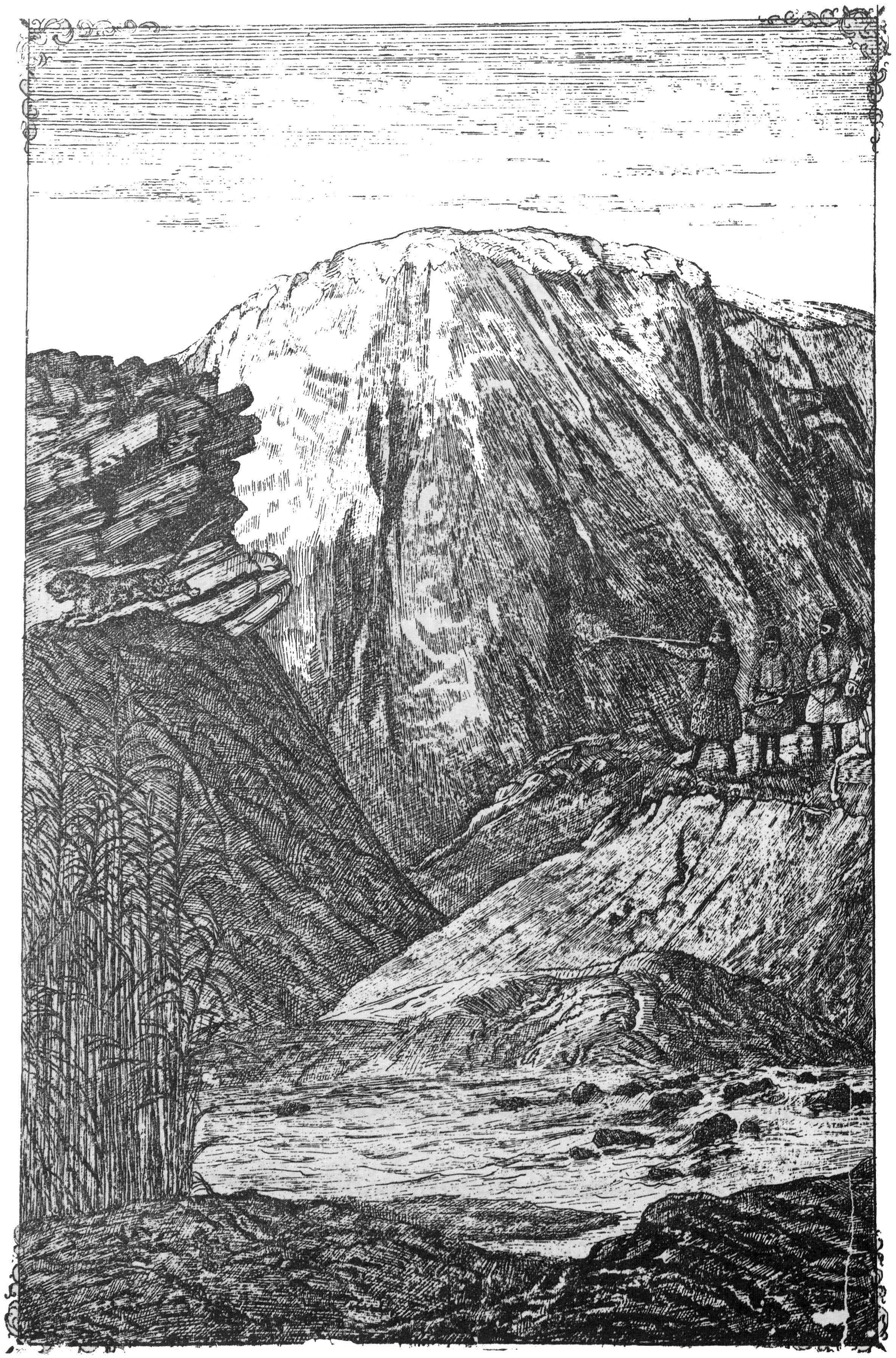
ناصرالدین‌شاه در حال شکار پلنگ در کوه داغ بزرگ مقابل منطقه ترقیان (اثر ابوتراب غفاری در ۱۳۰۰ قمری)

ترقیان از مناطق خوش آب و هوای بخش جاجرود است.